# 1962

## Події
- 20 лютого — Американський космонавт Джон Гленн тричі облетів Землю зі швидкістю 27000 км/год в кораблі «Френдшип-7» (Friendship 7).
- 2 березня — У Бірмі відбувся державний переворот — прем'єр-міністр генерал У Не Він розпустив уряд, оголосив про створення Революційної ради і висунув програму «Бірманський шлях до соціалізму».
- 1 травня — відкриття тролейбусного руху в Житомирі.
- 2 червня — У місті Новочеркаську Ростовської області (Росія) військами жорстоко придушено демонстрацію робітників, що протестували проти підвищення цін — загинуло 24 людини, поранено 39 чоловік. Пізніше за рішенням Верховного суду РРСФР було розстріляно ще 7 осіб, а 114 — ув'язнено. Із всіх військових наказ стріляти по неозброєних людях відмовився виконати лише Герой Радянського Союзу генерал-лейтенант Матвій Шапошников, за що він був виключений з Компартії і звільнений на пенсію.
- 11 серпня — вперше в СРСР проведений прямий телесеанс із космічного корабля.
- 21 листопада — президент США Джон Кеннеді зняв блокаду Куби.
- Вийшла друком четверта редакція американського підручника з внутрішніх хвороб Основи внутрішньої медицини за ред. Т. Гарісона
- З'явився перший світлодіод з видимим спектром випромінювання.
- Китайсько-індійська війна.
- Адміністративно-територіальна реформа в УРСР (1962–1963)

## Вигадані події
- Події книги 11/22/63.
- Події серіалу 11.22.63.

## Народились
див. також Категорія:Народились 1962
- 17 січня — Джим Керрі, канадський актор-комік.
- 28 січня — Лариса Руснак, українська акторка театру, кіно та дубляжу.
- 6 лютого — Ексл Роуз, американський рок-співак (Guns N' Roses).
- 11 лютого — Шерил Кроу, американська співачка.
- 13 лютого — Максим Леонідов, російський естрадний співак (Секрет).
- 27 лютого — Грант Шоу, американський актор.
- 2 березня — Джон Бон Джові (Джон Бонжові), американський рок-співак, композитор.
- 15 березня — Теренс Трент Д'Арбі, американський поп-співак.
- 23 березня — Стів Редгрейв, англійський спортсмен (академічне веслування)
- 29 березня — MC Hammer, американський реп-співак, танцюрист, актор
- 9 квітня — Ігор Подольчак, український художник, режисер (Las Meninas, 2008).
- 30 квітня — Микола Фоменко, російський поп-музикант (Секрет), шоумен, актор.
- 3 травня — Мельнійчук Михайло Михайлович, кандидат географічних наук, доцент, декан географічного факультету Східноєвропейського національного університету ім. Лесі Українки
- 5 травня — Кевін Муні, бас-гітарист.
- 8 травня
  - Ульяненко Олесь Станіславович, український письменник, лауреат малої Шевченківської премії 1997 року.
  - Тодоровський Валерій Петрович, російський кінорежисер, сценарист.
- 9 травня — Дейв Гаан, рок-співак (Depeche Mode).
- 12 травня — Еміліо Естевез, актор.
- 18 травня — Сандра, німецька поп-співачка.
- 26 травня — Боб Голдвейт, актор.
- 5 червня — Лорі Зінгер, акторка.
- 8 червня — Нік Родс, музикант, клавішник гурту Duran Duran.
- 12 червня — Еллі Шиді, американська акторка.
- 21 червня — Віктор Цой, російський рок-співак (Кино).
- 23 червня — Любимов Олександр Михайлович, телеведучий.
- 29 червня — Аманда Доног'ю, британська акторка.
- 3 липня — Том Круз, актор.
- 4 липня — Пем Шрайвер, американська тенісистка.
- 8 липня — Джоан Осборн, американська рок-співачка.
- 11 липня — Сергей Голубицкий, радянський письменник, журналіст та інше.
- 19 липня
  - Ентоні Едвардс, актор.
  - Джек Айронс, рок-музикант (Pearl Jam).
- 23 липня — Ерік Ласаль, американський актор.
- 26 липня — Сергій Кіриєнко, російський політик.
- 31 липня — Веслі Снайпс, американський актор.
- 1 серпня — Валері Капріскі, французька акторка.
- 13 серпня — Андрій Соколов, радянський і російський актор і режисер театру і кіно, телеведучий, продюсер, громадський діяч
- 21 серпня — Віктор Рибін, російський музикант, лідер гурту «Дюна».
- 22 серпня — Роланд Орзабал, гітарист, співак (Tears For Fears).
- 25 серпня — Вівіан Кемпбелл, ірландський рок-музикант, гітарист.
- 29 серпня — Ребекка де Морней, американська кіноакторка.
- 1 вересня — Рууд Гулліт, голландський футболіст.
- 11 вересня — Вікторія Польова, українська композиторка.
- 17 вересня — Деймон Гілл, англійський автогонщик.
- 22 вересня — Карл Мокосак, канадський хокеїст.
- 26 вересня — Трейсі Торн, англійська співачка.
- 30 вересня — Франк Райкард, голландський футболіст.
- 3 жовтня — Томмі Лі, американський рок-музикант, ударник гурту Motley Crue.
- 19 жовтня — Евандер Холіфілд, американський боксер.
- 26 жовтня — Даво Карнішар, словенський альпініст.
- 1 листопада — Ентоні Кідіс, рок-співак (Red Hot Chili Peppers).
- 11 листопада — Демі Мур, американська акторка.
- 19 листопада — Джоді Фостер, американська акторка, продюсерка, кінорежисерка.
- 15 грудня — Ігор Угольников, російський актор, телеведучий.
- 22 грудня — Рейф Файнс, англійський кіноактор.
- 25 грудня — Джеймс Коттак, американський барабанщик, музикант гурту Scorpions.

## Померли
Див. також Категорія:Померли 1962
- 14 червня — Вериківський Михайло Іванович(1896—1962) — композитор, педагог, диригент.
- 5 серпня — Мерилін Монро, американська акторка, модель, співачка, кінорежисерка та автобіографістка.
- 6 липня — Вільям Фолкнер, американський письменник.

## Нобелівська премія
- з фізики: Ландау Лев Давидович — «За його піонерські теорії конденсованих середовищ й особливо рідкого гелію»
- з хімії: Макс Фердинанд Перуц та Джон Кендрю — «За дослідження структури глобулярних білків»
- з медицини та фізіології: Френсіс Крік, Джеймс Ватсон та Моріс Вілкінс — «За відкриття, що стосуються молекулярної структури нуклеїнових кислот та їх значення для передачі інформації у живій матерії»
- з літератури: Джон Стейнбек
- премія миру: Лайнус Полінг — «Як автор проекту договору про заборону ядерних випробувань»